# Гринвил (Тенеси)
Гринвил (енгл. Greeneville) град је у америчкој савезној држави Тенеси. Седиште је округа Грин (енгл. Greene). Налази се у брдима у подножју Апалача и заузима површину од 36,4 km². Према попису становништва из 2000, у граду је живело 15.198 становника.
Назив је добио по хероју Америчког рата за независност Натанијелу Грину (енгл. Nathaniel Greene). Током њеног кратког постојања, Гринвил је био престоница државе Френклин (енгл. State of Franklin). Амерички председник Ендру Џонсон је у Гринвилу започео своје политичко ангажовање, и то учешћем у дебатама које су одржаване у локалној вишој школи.

## Географија
Гринвил се налази на надморској висини од 463 m.

## Демографија
По попису из 2010. године број становника је 15.062, што је 136 (-0,9%) становника мање него 2000. године.
|                   | 2010.           | 2000.           |
| Укупно            | 15 062 (100,0%) | 15 198 (100,0%) |
| Белци             | 13 186 (87,54%) | 13 893 (91,41%) |
| Остали            | 1 006 (6,679%)  | 124 (0,816%)    |
| Хиспаноамериканци | 662 (4,395%)    | 226 (1,487%)    |
| Азијати           | 121 (0,803%)    | 82 (0,540%)     |
| Афроамериканци    | 87 (0,578%)     | 873 (5,744%)    |